# Renault Koleos
Renault Koleos je kompaktní SUV, které bylo poprvé prezentováno jako koncept na ženevském autosalonu v roce 2000 a na pařížském autosalonu v roce 2006. Koleos byl navržen Renaultem a vyvíjen Nissanem.
Koleos se vyrábí v továrně dceřiné společnosti Renaultu, Renault Samsung Motors, v Jižní Koreji. Zde se prodává pod názvem Renault Samsung QM5. V roce 2011 prošel model faceliftem.

## Přehled

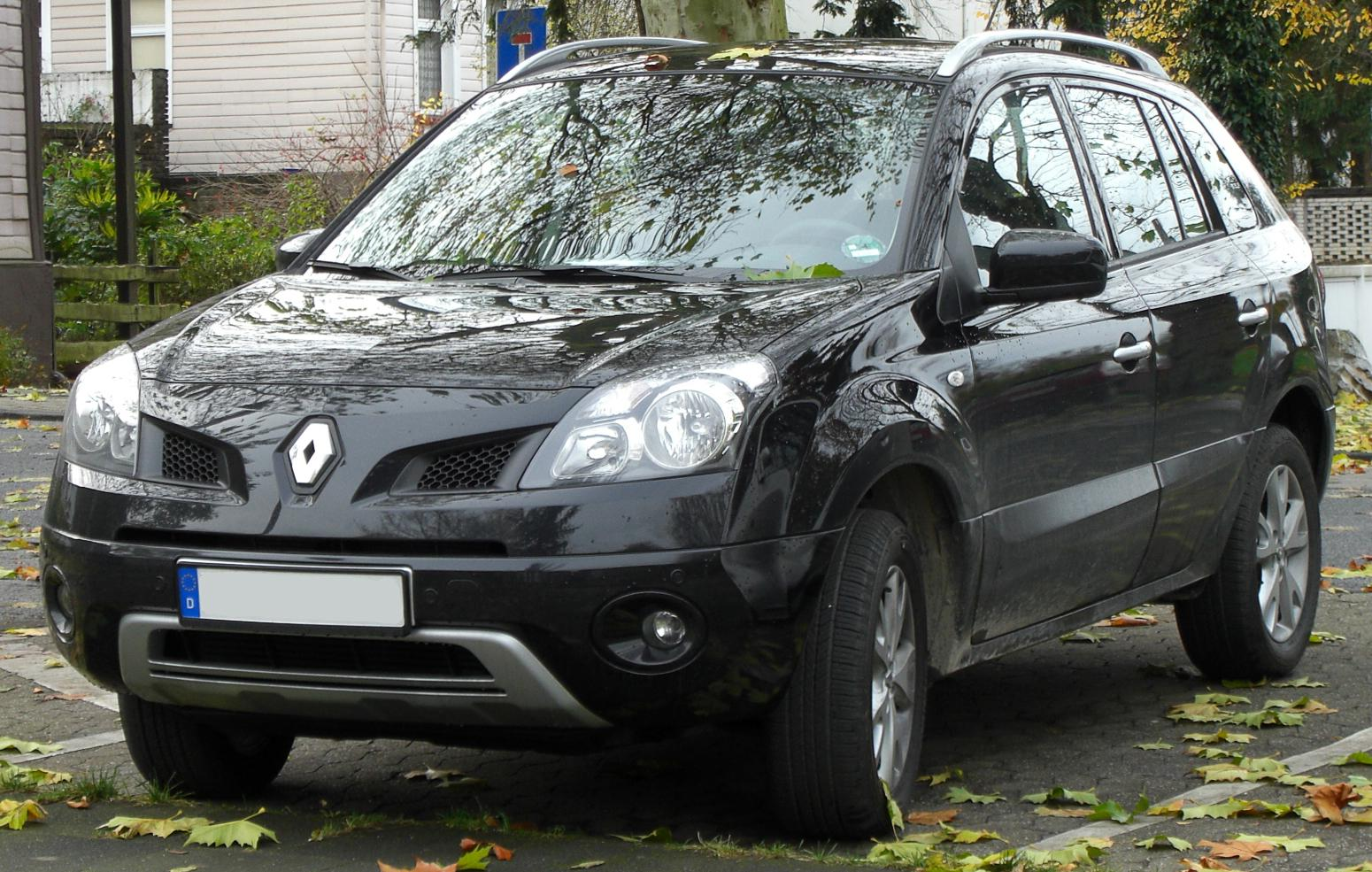
Renault Koleos 2008

Koleos je založen na konceptech vozů Renault Koleos a Renault Egeus. Zároveň s tímto modelem byly na trh uvedeny konkurenční vozy jako Citroën C-Crosser a Peugeot 4007. V roce 2008 získal Koleos na crash testech pět hvězdiček.
V srpnu 2010 byl Koleos stažen z britského trhu kvůli špatnému prodeji.

## Koleos v Indii
Na indickém trhu vyrobil Renault svůj prémiový model Koleos 8. září 2011.
Koleos debutoval na mezinárodním trhu v roce 2008. Vůz zaznamenal v polovině roku 2011 51% meziroční růst. V současnosti se prodává na pěti kontinentech a na trzích v Evropě, Jižní Americe a v asijsko-pacifické oblasti.

## Motory
| Motor        | Objem | Výkon  | Nejvyšší rychlost |
| ------------ | ----- | ------ | ----------------- |
| 2.5 L        | 2488  | 126 kW | 180 km/h          |
| 2.0 L diesel | 1998  | 110 kW | 190 km/h          |
| 2.0 L diesel | 1998  | 127 kW | 200 km/h          |

## Nový Koleos
V roce 2017 společnost Renault představila zbrusu nový Koleos. 
| Motor                   | Objem | Výkon  | Nejvyšší rychlost |
| ----------------------- | ----- | ------ | ----------------- |
| 1.6 dCi diesel          | 1598  | 96 kW  | 185 km/h          |
| 2.0 dCi diesel          | 1998  | 128 kW | 200 km/h          |
| 2.0 dCi X-Tronic diesel | 1998  | 128 kW | 200 km/h          |